# مسجد نظام‌الدین
مسجد نظام‌الدین (انگلیسی: Nizamaddin Mosque) یک مسجد پیشین و یک بنای تاریخی و معماری فرهنگی مربوط به سده چهاردهم میلادی است که در شهرک امیرجان شهر باکو، پایتخت جمهوری آذربایجان واقع شده است.
ساخت مسجد در سال ۱۳۳۰ میلادی در زمان فرمانروایی شروانشاهان به پایان رسید. این مسجد به دستور امیر نظام الدین کسرانی ساخته شده است.
این مسجد با ابلاغیه شماره ۱۳۲ کابینه وزیران جمهوری آذربایجان در تاریخ ۲ اوت ۲۰۰۱، مسجد سابق در فهرست آثار تاریخی و فرهنگی قابل توجه کشور قرار گرفت.